# Sécheval
Sécheval is een dorp in het noorden van Frankrijk in de regio Grand Est en maakt deel uit van het arrondissement Charleville-Mézières. De gemeente telde 536 inwoners op 1 januari 2022.

## Geschiedenis
De gemeente werd op 22 maart 2015 opgenomen in nieuwgevormde kanton Charleville-Mézières-2 nadat het kanton Renwez, waar de gemeente tot dan toe onder viel, werd opgeheven.

## Geografie
De oppervlakte van Sécheval bedraagt 13,79 vierkante kilometer; Op 1 januari 2022 was de bevolkingsdichtheid 38,9 inwoners per km².
De onderstaande kaart toont de ligging van Sécheval met de belangrijkste infrastructuur en aangrenzende gemeenten.

## Demografie
Onderstaande figuur toont het verloop van het inwonertal.
Vanwege een beveiligingsprobleem met de MediaWiki Graph-software is het momenteel niet mogelijk deze grafiek weer te geven. Zodra de software is bijgewerkt zal de grafiek vanzelf weer zichtbaar worden.